# ماراتن اورشلیم

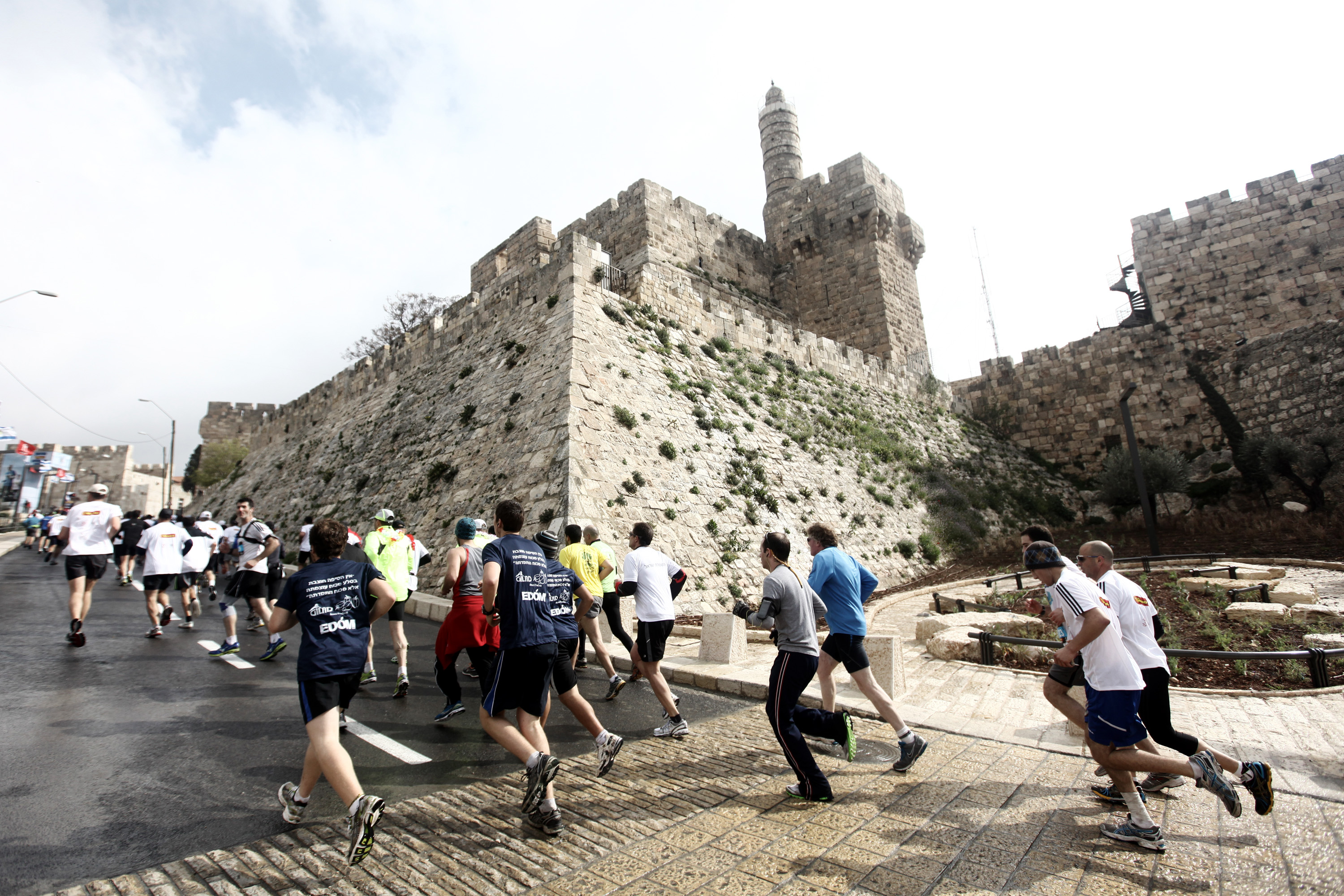
ماراتن اورشلیم، سال ۲۰۱۲

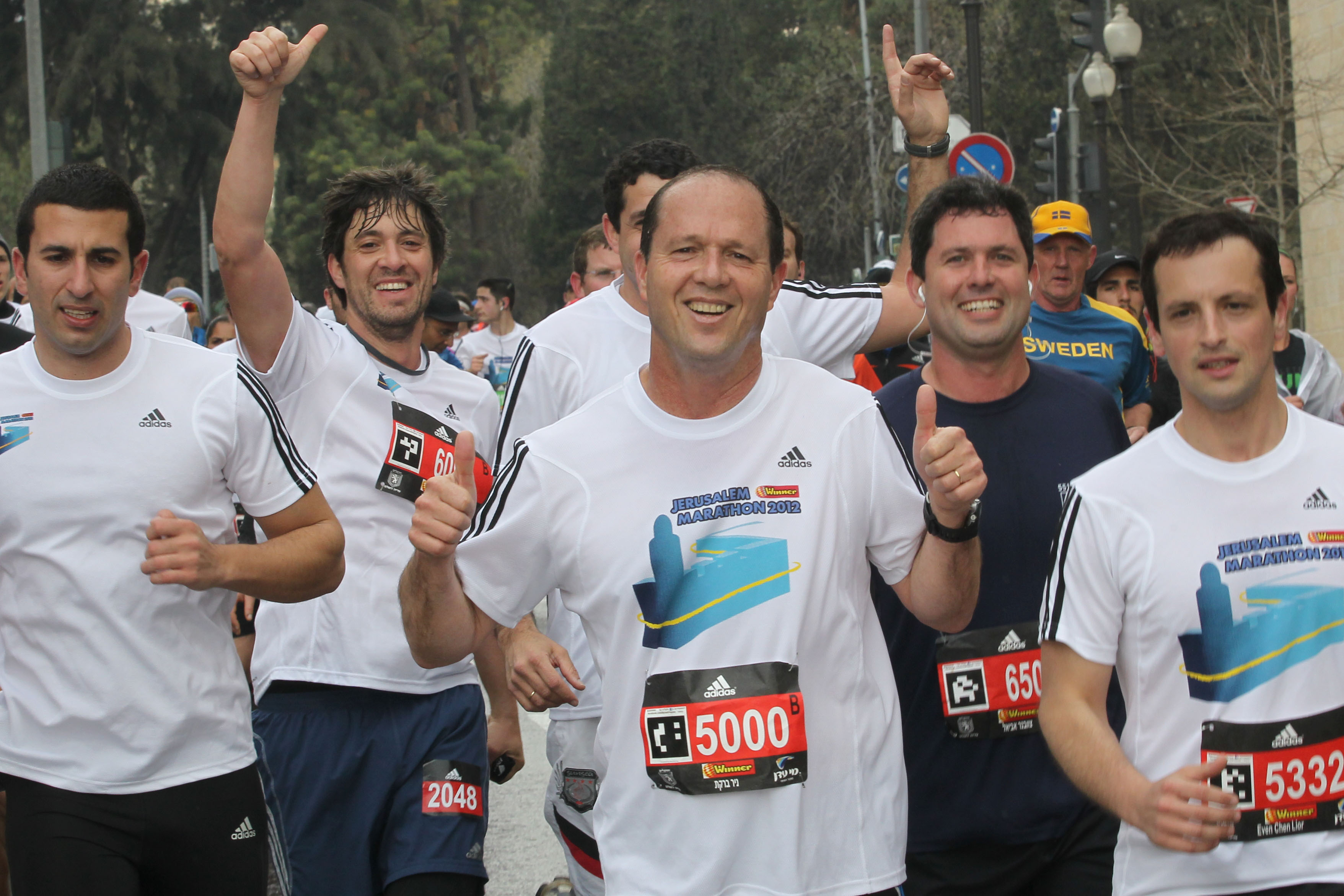
نیر برکات شهردار اورشلیم در دوی ماراتن در سال۲۰۱۲

ماراتن اورشلیم (عبری: מרתון ירושלים‎) یک رویداد دوی ماراتن سالانه می‌باشد که در ماه مارس در اورشلیم برگزار می‌گردد. این دوره از پارلمان اسرائیل (کنست) آغاز می‌گردد، و از کوه اسکوپوس و شهر قدیمی اورشلیم گذر می‌کند و در پارک ساچر به انتها ختم می‌شود. رکورد کورس در رده مردها در سال ۲۰۱۴ از جانب دونده کنیایی رونالد کیملی کورگات و رکورد کورس در رده زن‌ها در سال ۲۰۱۶ از جانب دونده کنیایی جوآن جپچیرشیر کیگن به ثبت رسید.
مسابقه‌ها در مسافت‌های محدود تر و دویدن سرگرم‌کننده همراه با ماراتن برگزار می‌گردد.
نسخه ۲۰۲۲ در روز ۲۵ مارس برگزار گردید. آگهز گودایه از اسرائیل با زمان ۲:۳۷:۱۷ ساعت پیروز مسابقه مردان شد و والنتینا ورسکا از اوکراین و پناه‌جوی از حمله روسیه به اوکراین پیروز مسابقه زنان در ۲:۴۵ساعت شد.
نسخه بعدی برای تاریخ ۱۷ مارس ۲۰۲۳ برنامه‌ریزی گردیده شده

## تاریخچه
پیش از تشکیل نمودن رویداد جاری در سال ۲۰۱۱، یک ماراتن اورشلیم به اندازه ۳ سال میان سال‌های ۱۹۹۲ تا ۱۹۹۴ برگزار گردید بعد از آن مسابقات نیمه ماراتن در شهر برگزار گردید و بعد از آن ، نیر برکات، شهردار اورشلیم، منتهی به برقراری مجدد یک ماراتن استاندارد بین‌المللی در شهر شد.